# Bill Bryson
Pour les articles homonymes, voir Bryson.
William « Bill » McGuire Bryson, né le 8 décembre 1951, est un auteur ayant la double nationalité américaine et britannique qui a écrit des récits de voyages humoristiques, ainsi que des livres traitant de la langue anglaise et de sujets scientifiques. Il a passé la plus grande partie de sa vie au Royaume-Uni.

## Biographie
Né dans la capitale de l'Iowa, Des Moines, Bill Bryson fait ses études à l'université Drake mais les interrompt en 1972, après avoir décidé de partir à l'aventure en Europe pour quatre mois. Il y revient l'année suivante avec un ami de lycée, Stephen Katz. Ce premier voyage européen sera relaté par épisodes dans Neither Here Nor There: Travels in Europe (non traduit en français), récit d'un autre tour de l'Europe une vingtaine d'années plus tard.
Au milieu des années 1970, Bryson commence à travailler dans un hôpital psychiatrique à Virginia Water, dans le Surrey, en Angleterre, où il rencontre sa future épouse, une infirmière anglaise, Cynthia. Ils retournent ensemble aux États-Unis pour que Bill puisse terminer ses études, après quoi, en 1977, ils reviennent s'installer en Angleterre, dans le Yorkshire. Bryson exerce alors la profession de journaliste, finissant éditeur principal de la section économique du Times, puis de The Independent. Il quitte le journalisme en 1987.
En 1995, les Bryson et leurs quatre enfants décident de retourner vivre quelque temps aux États-Unis, à Hanover, dans le New Hampshire. Bryson relate sa confusion au quotidien, en revenant vivre en tant qu'adulte dans son pays natal, dans Notes From a Big Country (titre britannique) / I'm a Stranger Here Myself: Notes on Returning to America After Twenty Years Away (titre américain / American rigolos : Chroniques d'un grand pays en traduction française. En 2003, la famille repart pour le Royaume-Uni et vit à présent près de Wymondham, dans le Norfolk.
En 2004, Bryson remporte le prestigieux prix Aventis du meilleur livre de vulgarisation scientifique pour son A Short History of Nearly Everything (Une histoire de tout, ou presque, Payot, 2007), ouvrage explorant les grandes découvertes scientifiques jusqu'à aujourd'hui, truffé d'anecdotes amusantes.
De 2005 à 2012, Bryson est chancelier de l'Université de Durham.
Bryson a également écrit deux ouvrages sur l'histoire de la langue anglaise, Mother Tongue et Made in America, ainsi qu'un guide du bon usage, Bryson's Dictionary of Troublesome Words (nouvelle édition de son The Penguin Dictionary of Troublesome Words publié en 1983). Très bien reçus par le public et la critique, ces livres ont toutefois été critiqués par des chercheurs, qui leur ont reproché des erreurs, légendes urbaines et étymologies erronées. Bien que Bryson n'ait aucune formation universitaire en linguistique, il est généralement considéré comme une bonne source en la matière.
En 2006, Bryson fait partie d'une équipe de relais de célébrités dans le marathon de Tresco.
Il est l'auteur d'une autobiographie relatant son enfance dans l'Amérique des années 1950, The Life and Times of the Thunderbolt Kid, où apparaît de nouveau son vieil ami Stephen Katz.
Inspiré par la maison ancienne dans laquelle il emménage en Grande-Bretagne, il publie en 2010 un ouvrage sur la vie domestique intitulé At Home: A Short History of Private Life, dans lequel il relate l'histoire des objets du quotidien et des pièces qui constituent notre environnement domestique habituel. La traduction française de ce livre sort aux éditions Payot en mai 2014 sous le titre Une histoire du monde sans sortir de chez moi.
En 2015, Robert Redford incarne Bill Bryson dans le film Randonneurs amateurs de Ken Kwapis.
Son ouvrage intitulé Des cornflakes dans le porridge. Un Américain chez les Anglais est un récit de voyage en Grande-Bretagne.
En mai 2018 sort en France, chez Payot, L'été où tout arriva : 1927, l'Amérique en folie (sortie originale en octobre 2013 sous le titre One Summer: America, 1927) où il raconte la grande histoire de la traversée de l'Atlantique en avion par Lindbergh et autres aventuriers ainsi que les événements et inventions d'avant la Grande Dépression. Les Britanniques l'ont élu, pour cet ouvrage, meilleur auteur de non-fiction.
En septembre 2020  sort en France, chez Payot, Une histoire du corps humain à l'usage de ses occupants dans lequel l'auteur explore le corps humain et essaie d'en percer les secrets à la suite d'une information surprenante : on pourrait acheter en quincaillerie tous les composants chimiques de l'organisme humain pour cinq dollars.

## Œuvres

### Récits de voyage
- The Palace Under the Alps and Over 200 Other Unusual, Unspoiled, and Infrequently Visited Spots in 16 European Countries (1985)
- The Lost Continent: Travels in Small-Town America (1989) - traduit en français sous le titre Motel Blues, Payot, coll. "Petite Bibliothèque Payot/Voyageurs" n° 260, 2003  (ISBN 9782228897358)
- Neither Here Nor There: Travels in Europe (1991) (tour de l'Europe)
- Notes from a Small Island (1995) (tour de Grande-Bretagne ; ce livre a fait l'objet d'une série télévisée britannique en 1998) - traduit en français sous le titre Des cornflakes dans le porridge. Un Américain chez les Anglais, Payot, coll. "Voyageurs Payot", 2016  (ISBN 978-2-228-91562-5)
- A Walk in the Woods: Rediscovering America on the Appalachian Trail (1998) - traduit en français sous le titre Promenons-nous dans les bois, Payot, coll. "Petite Bibliothèque Payot/Voyageurs" n° 922, 2013  (ISBN 9782228909167). Récit d'une longue randonnée dans les Appalaches avec son ami Stephen Katz ; a fait l'objet d'une adaptation cinématographique sous le titre de Randonneurs amateurs en 2015.
- Notes From a Big Country (titre britannique) / I'm a Stranger Here Myself: Notes on Returning to America After Twenty Years Away (titre américain) (1999) - traduit en français sous le titre American rigolos, chroniques d'un grand pays Payot, coll. "Petite Bibliothèque Payot/Voyageurs" n° 467, 2003  (ISBN 9782228897310). Recueil de chroniques sur son retour aux États-Unis.
- Down Under (titre britannique) / In a Sunburned Country (titre américain) (2000) - traduit en français sous le titre Nos voisins du dessous : Chroniques australiennes, Payot, coll. "Petite Bibliothèque Payot/Voyageurs" n° 554, 2005  (ISBN 9782228899918)
- Bill Bryson's African Diary (2002) (court voyage en Afrique pour CARE International, à qui Bryson a offert tous ses droits d'auteur sur ce livre)
- The Complete Notes (2000) (réunion en un volume de Notes from a Small Island et Notes From a Big Country)
- Walk About (2002) (réunion en un volume de Down Under et A Walk in the Woods)
- The Road to Little Dribbling: More Notes From a Small Island (2016)

### Biographie
- Shakespeare: the World as a Stage (2007) - Shakespeare. Antibiographie, Payot, coll. "Petite Bibliothèque Payot" n° 851, 2012  (ISBN 9782228907576)

(Bryson rappelle ce que l'on connaît réellement de la vie de Shakespeare et met à mal les mythes, les fantasmes, les suppositions de nombreux biographes)

## Histoire

### Études linguistiques
- The Mother Tongue: English and How it Got That Way (1990)
- Made in America: An Informal History of the English Langage in the United States (1994)
- Bryson's Dictionary of Troublesome Words (2002)

### Vulgarisation scientifique
- A Short History of Nearly Everything (2003) - traduit en français sous le titre Une histoire de tout, ou presque..., Payot, coll. "Petite Bibliothèque Payot" n° 851, 2012  (ISBN 9782228907576)
- A Really Short History of Nearly Everything (2008) (version simplifiée de l'ouvrage précédent, destinée à un jeune public, non traduit en français)
- At Home: A Short History of Private Life (2010) - traduit en français sous le titre Une histoire du monde sans sortir de chez moi, Payot, coll. "Petite Bibliothèque Payot" n° 1012, 2012  (ISBN 9782228913409)

### Mémoires
- The Life and Times of the Thunderbolt Kid: A Memoir (2006), - traduit en français sous le titre Ma fabuleuse enfance dans l'Amérique des années 1950, Payot, coll. "Petite Bibliothèque Payot" n° 775, 2010  (ISBN 9782228905619)